# Eric Boyer de la Giroday
Eric Boyer de la Giroday (Ukkel, 7 augustus 1952) is een Belgisch voormalig bankier. Van 2011 tot 2020 was hij voorzitter van ING België.

## Levensloop
Eric Boyer de la Giroday studeerde af als handelsingenieur aan de Vrije Universiteit Brussel en behaalde een MBA aan de Wharton School van de Universiteit van Pennsylvania in de Verenigde Staten.
Hij werkte van 1978 tot 1984 bij Citibank en ging in 1984 aan de slag bij de Bank Brussel Lambert (BBL), dat in 1998 door de ING Groep werd overgenomen. In april 2004 werd hij lid van het directiecomité en de raad van bestuur van de ING Groep. In januari 2010 werd hij vicevoorzitter van het directiecomité van de bankactiviteiten van ING en CEO van de divisie commercieel bankieren. In januari 2011 stond Boyer de la Giroday deze laatste functie af. Hij bleef wel vicevoorzitter van het directiecomité van de Nederlandse bankgroep.
Boyer de la Giroday volgde in 2011 Luc Vandewalle als voorzitter van de raad van bestuur van ING België op. In april 2020 stapte hij vervroegd als bestuurder en voorzitter van de raad van bestuur van ING België en bestuurder van de ING Groep op. Als voorzitter volgde Diego du Monceau de Bergendal hem op.
Hij is tevens lid van de raad van bestuur van het Internationaal Instituut voor Fysica en Chemie.
Boyer de la Giroday is officier in de Nederlandse Orde van Oranje-Nassau.